# Nicanor Molinare Gallardo
Nicanor Molinare Gallardo (Santiago, 1855-Santiago. 17 de abril de 1924) fue un militar e historiador chileno. Destacado como historiador, escribió múltiples libros relacionados con la Guerra del Pacífico; como militar, participó en la Guerra del Pacífico, llegando a alcanzar el rango de teniente coronel.

## Biografía
Hijo de Nicanor Molinare y Rosalía Gallardo; nació en Santiago en el año 1855. 

### Participación en la Guerra del Pacífico
En marzo de 1879, participó junto a Domingo de Toro Herrera en la organización de la Brigada de la Recoleta, antecesora del Chacabuco, y el día 15 fue nombrado teniente de la 3.ª Compañía.
El 24 de marzo de 1880 se enlistó en el "Regimiento" Cívico Movilizado Curicó, estando en campaña hasta el 10 de octubre de 1881, y es nombrado capitán ayudante del Movilizado Curicó, en cuyo cargo se relacionó con el cabo Luis Cruz Martínez. El 11 de octubre de 1880, se embarcó en el puerto de Valparaíso, en el transporte “Limarí” rumbo a Arica, bajo las órdenes inmediatas, del teniente coronel don Joaquín Cortés, primer jefe del “Curicó”.  
Formando parte del Ejército de Operaciones del Norte, permaneció en Pachía y Calana hasta que se organizó la Campaña de Lima, de la que formó parte. Participó en el Combate de el Manzano y en el Combate de La Rinconada de Ate, donde participó como ayudante de campo del coronel don Orozimbo Barbosa Puga. Asimismo, participó en la batalla de Chorrillos y en la de  Miraflores. 
En septiembre de 1881, pasa agregado a la Oficina de Reclamos. En abril de 1882, es nombrado ayudante de la Oficina de Tramitación, a cargo del Coronel Francisco Barceló. Debido a sus méritos militares, fue condecorado con la Medalla de Honor "Campaña de Lima - 1881".

### Retorno a la Vida Civil
En 1883, ocupó el cargo de gobernador de la Comuna de Curepto, en la Provincia de Talca. Es ascendido en 1884 a teniente coronel de Guardias Nacionales, desempeñándose como comandante de la Brigada Cívica de Infantería de Curepto. Ingresó a la Segunda Compañía de Bomberos de Santiago, denominado "Esmeralda", quedando bajo el registro número 526.
Se casó con Ana Luisa Rencoret Avendaño; matrimonio del cual nacen sus hijos Teresa y Nicanor. Falleció en Santiago de Chile el 17 de abril de 1924, debido a una hemorragia cerebral. Actualmente sus restos se encuentran en el mausoleo familiar, ubicado en el Cementerio General de Santiago de Chile. 

## Obras
Nicanor Molinare Gallardo dejó una extensa producción bibliográfica. Algunas de sus obras son:
- Apuntes para la historia de ejército y de la marina de Chile, 1810-1830: el Batallón de Infantería Num. 1 de Cazadores de Chile, 1817-1821 (1893). Santiago de Chile: Imprenta Esmeralda
- Asalto i Toma de Arica: 7 de junio de 1880. (1883). Santiago de Chile: Imprenta Cervantes
- Circular de la Esposición Histórica del Centenario a sus Delegados (1910). Santiago de Chile: Imprenta Camilo Henríquez
- Colejios Militares de Chile: 1814 – 1819 (1911). Santiago de Chile: Imprenta Cervantes
- Asalto i Toma de Pisagua: 2 de noviembre de 1879 (1911). Santiago de Chile: Imprenta Cervantes
- Batalla de Tarapacá: 27 de noviembre de 1879 (1911). Santiago de Chile: Imprenta Cervantes
- El combate de La Concepción: 9 y 10 de julio de 1882 (1912). Santiago de Chile: Imprenta Cervantes
- La espedición a Lima: Batallas de Chorrillos i Miraflores (1912). Santiago de Chile: Imprenta Cervantes
- Historia de la batalla de Huamachuco: Martes 10 de julio de 1883 (1913). Santiago de Chile: Imprenta Cervantes
- Un Director Supremo de Chile que no gobernó: el coronel D. José Santiago Sánchez (1915). Santiago de Chile: Imprenta Cervantes